# Sebastián Herrero Espinosa de los Monteros

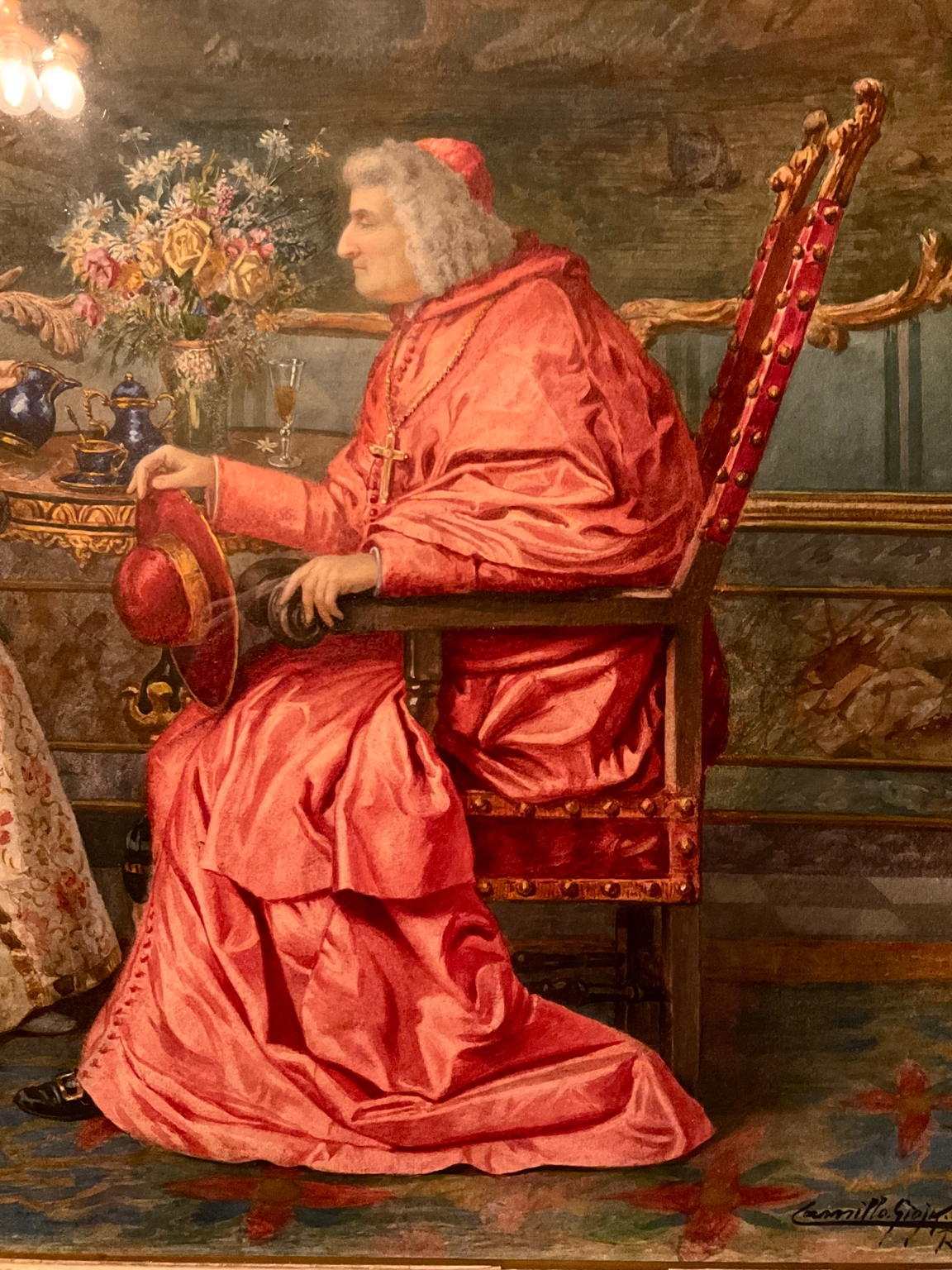
A Visit from his Eminence Cardinal Herrera to the Duches – Sebastián Kardinal Herrero (Gemälde von Camillo Gioja Barbera, 1903)

Sebastián Kardinal Herrero Espinosa de los Monteros CO (* 20. Januar 1822 in Jerez de la Frontera; † 9. Dezember 1903 in Valencia) war ein spanischer Geistlicher, römisch-katholischer Erzbischof von Valencia und Kardinal.

## Leben
Der Sohn einer adeligen Familie, die mütterlicherseits vom Marquis de Monte Olivar abstammte, studierte Geisteswissenschaften und Philosophie. Zur Zeit als er sich für das Studium der Jurisprudenz an der Universität Sevilla, die er mit Doktortitel Doktor der Rechte verließ, entschied, war er als Dichter und Schriftsteller bekannt und arbeitete in den Zeitungen seiner Zeit mit. Er schrieb unter anderem García el Calumniador und El Conde Fernán González. Als er in Morón de la Frontera als Anwalt tätig war, entschied er sich im Jahre 1856, Priester zu werden. So trat er 1856 in Sevilla in die Kongregation vom Oratorium des heiligen Philipp Neri ein und empfing 1860 die Priesterweihe. Ab 1861 war er Rektor des Seminars von Cadiz. Er war Generalvikar des Bistums Cádiz y Ceuta und Domdechant des Domkapitels.
Am 17. September 1875 wurde er zum Bischof von Cuenca gewählt. Papst Pius IX. bestätigte dies am 30. November 1875. Die Bischofsweihe spendete ihm der Bischof von Cádiz y Ceuta, Félix María Arrieta y Llano OFMCap, am 30. November desselben Jahres; Mitkonsekratoren waren John Baptist Scandella, Apostolischer Vikar von Gibraltar, und Vicente Calvo y Valero, Bischof von Santander.
Am 18. Dezember 1876 wurde er zum Bischof von Vitoria erwählt. Seinen Rücktritt erklärte er im Juni 1880 wegen gesundheitlicher Probleme und zog nach Sanlúcar de Barrameda. Am 27. März 1882 wurde er zum Bischof von Oviedo erwählt, bis er am 15. März 1883 zum Bischof von Córdoba erwählt wurde. Er veröffentlichte eine Sammlung geistlicher Dichtung, die er Papst Leo XIII. widmete. Ab 1888 war er Senator des Königreichs Spanien.
Am 24. März 1898 wurde er zum Erzbischof von Valencia ernannt. Leo XIII. nahm ihn am 22. Juni 1903 als Kardinalpriester in das Kardinalskollegium auf und er erhielt am 27. August des gleichen Jahres die Titelkirche Santi Bonifacio ed Alessio. Er nahm am Konklave 1903, das Papst Pius X. wählte, teil.
Er wurde in der Kapelle der Unbefleckten Empfängnis der Kathedrale von Valencia beigesetzt.